# ماساتوشي إيشيدا
ماساتوشي إيشيدا (باليابانية: 石田 雅俊) (4 مايو 1995 في ناراشينو في اليابان – )؛ هو لاعب كرة قدم ياباني سابق كان يلعب كمهاجم.

## وصلات خارجية
- ماساتوشي إيشيدا على موقع رابطة كرة القدم اليابانية للمحترفين (اليابانية)
- ماساتوشي إيشيدا على موقع دوري كوريا الجنوبية (الإنجليزية)
- ماساتوشي إيشيدا على موقع قاعدة بيانات كرة القدم.إي يو (الإنجليزية)
- ماساتوشي إيشيدا على موقع Soccerway.com (الإنجليزية)
- ماساتوشي إيشيدا على موقع عالم كرة القدم.نت (الإنجليزية)